# Outlandish
Outlandish er en rap-gruppe, der spillede i Danmark fra 1997 til 2017 og igen som en duo fra 2019 til nu. Gruppen bestod i perioden indtil 2017 af Isam Bachiri, Lenny Martinez og Waqas Qadri. I 2019 genskabte Martinez og Qadri Outlandish, nu som en rap-duo. Isam og Waqas er født i Danmark af forældre med henholdsvis marokkansk og pakistansk baggrund, mens Lenny er født i Honduras.

## Historie

### 1991–1996: Forhistorie
I 1991 flyttede den 14-årige Lenny fra Cuba til Brøndby Strand. Omtrent samtidig flyttede den 13-årige Isam til fra Amager. Waqas boede i forvejen i Brøndby Strand.
De tre drenge mødte hinanden for første gang i ungdomsklubben Søholt og fandt en fælles interesse i hip hop og breakdance, med Michael Jackson som inspirator.
I ungdomsklubben dyrkede de begge dele, men Isam var ikke særlig god til breakdance, så han begyndte at gå mere op i rap og musik.
Musik var ikke noget nyt for Isam Bachiri. Allerede i 4. klasse på Skolen på Islands Brygge blev han opfordret af sin klasselærer til at synge. Isam blev tilbudt en plads på Peder Lykke Musikskole, men fodbold var vigtigere for ham end musik.

### 1997–1999: Outlandish
Kemien mellem de tre var god, og det var kun et spørgsmål om tid, før rapgruppen var en realitet. Efter folkeskolen fulgte gymnasiet. Alle tre blev matematiske studenter: Waqas fra Ishøj Gymnasium, Lenny fra Avedøre Gymnasium og Isam fra Vester Borgerdyd Gymnasium. Sidstnævntes lærere og ledelse havde øje for YGB’s (Young Gifted and Brown, som Outlandish kaldte sig dengang) kvaliteter, og de lagde et musiklokale til som øvelokale. YGB optrådte til fester, forårskoncerter og andre arrangementer.
Efter gymnasiet tog Waqas turen til Trekronergades Handelsskole for at tage den etårige HH, hvorefter han fik elevplads hos Xerox, hvor han blev udlært i august 2000. Lenny og Isam valgte Syddansk Universitet, hvor begge læste cand.negot. med henholdsvis spansk og arabisk som sprog.
I 1997 sad Lenny og bladrede i en ordbog. Han faldt over ordet Outlandish og tænkte ”Det er jo os!” Outlandish betyder aparte, fremmedartet, sær, besynderlig; fjern, eksotisk. Han ringede straks til de andre, og Outlandish blev en realitet.
Kort efter kom Outlandish i kontakt med pladeselskabet BMG, og i december 1997 blev singlen ”Pacific To Pacific” indspillet til fordel for Amnesty International. I 1998 udkom singlen Saturday Night. Begge sange var med på soundtracket til filmen Pizza King. Bandet havde fået pladekontrakt og følte sig klar til at indspille et helt album.

### 2000–2004: Gennembrud,Outland's OfficialogBread and Barrels of Water
Imidlertid gik der cirka halvandet år mere, før bandet gik i studiet. Isam var nået til et punkt i sine universitetsstudier, hvor et år i udlandet var påkrævet. Han tog til Kuwait. Ifølge hans eget udsagn åbnede opholdet hans egne øjne for den arabiske kultur og de rødder, han kom fra. Med sig hjem bragte han arabiske popplader og indiske soundtracks. Det gav inspiration til Outland's Official – debutalbummet fra Outlandish.
Mens Isam var i Kuwait, fordybede Lenny sig i sine studier, og Waqas tog på en musikalsk rejse til sine rødder. I 1998 udgav han en demo-cd på pakistansk. Cd’en vakte stor opmærksomhed rundt omkring i verden. Den lå som nummer ét på P3’s Demokræmen i otte uger, og selskaber i England og i Pakistan viste positiv interesse. Så stor, at en duet med Bally Sagoo en overgang var på tale.
I 1999 gik Outlandish endelig i studiet. Foruden stakken af arabiske, pakistanske, latinamerikanske og indiske plader medbragte de deres tekster, deres musik og deres oplevelser fra omegnen og fra hele verden. Danmarks første bud på multietnisk hiphop tog form. ”Outland’s Official” blev til.
Efter, at "Outland’s Official" udkom den 26. april 2000, turnerede Outlandish flittigt Danmark på kryds og tværs. Al energi blev brugt på at øve og udvikle sceneshow. Imens udtørrede gruppens inspirationskilder, og al arbejde med nye sange ophørte. "Vi sad i den samme bus med de samme mennesker og talte stort set kun om de samme ting. Det hændte at vi havde nogle enkelte dybe samtaler, men de samtaler blev så ved og ved og ved. Så til sidst var de ikke længere så dybe. De ting og de mennesker, som inspirerer os, fandtes ligesom ikke i den bus. De forsvandt simpelthen."[kilde mangler]
Da Outlandish i slutningen af september 2001 mødtes i studiet for at gå i gang med at indspille det nye album, vendte kreativiteten imidlertid hurtigt tilbage. Den komplicerede verdenspolitiske situation inspirerede dem til ønsket om at genfinde enkeltheden i livet – det nære, det umiddelbare og det medmenneskelige. Albumtitlen Bread & Barrels of Water kom til dem næsten med det samme og blev et vigtigt pejlingsmærke for albummet.
Begge albummer indeholdte singlen Walou, der en overgang i 2000 lå på toppen af hitlisterne og var et radiohit i samme periode.

### 2005–2017:Closer Than Veinsog opløsning
Albummet Closer Than Veins udkom den 31. oktober 2005.
Outlandish modtog i 2008 højskolekulturprisen Den Gyldne Grundtvig.
I 2017 offentliggjorde gruppen, at de gik fra hinanden i al fordragelighed efter at have lavet musik sammen i 20 år.

### 2019–nu: Gendannelse
I 2019 blev gruppen gendannet af medlemmerne Waqas Ali Qadri og Lenny Martinez. Samme år udsendte Outlandish deres første single som en duo. I 2021 udgav gruppen en single med Shaka Loveless.

## Diskografi

### Album
- Outland's Official (2001)
- Bread & Barrels of Water (2002)
- Closer Than Veins (2005)
- Sound of a Rebel (2009)
- Warrior // Worrier (2012)
- The Cornershop Carnival (2023)

### Udvalgte singler
- "Walou" (single 2000)
- "Guantanamo" (single 2002)
- "Gritty" (single 2002)
- "Aicha" (single 2003)
- "Man binder os på mund og hånd" (single 2004)
- "Look Into My Eyes" (single 2005)
- "Kom Igen" (featuring USO) (single 2005)
- "Kun min" (musikvideo, single, 2007) – første danske sang
- "After Every Rainfall Must Come a Rainbow" (single 2010) – velgørenhedssang for Pakistan

### Soloprojekter
Waqas Qadri
- Ajooba (1999)
- Øko Logik (2009)

Isam Bachiri
- Institution (2007)
- 2200 Carmen (2009)

## Kritik
Historier om især Isam Bachiris og Waqas Quadris muslimske tro har flere gange skabt offentlig debat.
Ved en koncert i 2004 forbød Outlandish alkoholsalg ved deres optræden i Musikhuset Aarhus på grund af gruppens to muslimske medlemmer.
I 2019 udtalte Isam Bachiri om ovenstående episode med alhoholforbuddet: "Med hensyn til alkoholforbuddet var det ikke et forbud. Vi bad bare om at få lukket baren, mens vi spillede. Før og efter koncerten kunne folk gøre, hvad de ville. Jeg har den tro, jeg har, og det kan give nogle ridser i lakken, når man er en offentlig person og stikker snuden frem.”
I 2006 skrev avisen B.T., at gruppens to muslimske medlemmer fik flyttet den norske sangerinde Herborg Kråkevik til et andet sted på scenen i et DR-program, som de selv skulle medvirke i, fordi hun havde nøgne skuldre. En presseansvarlig fra gruppens pladeselskab udtalte, at det "jo [er] en del af deres religion. Men jeg tror ikke, Herborg Kråkevik havde noget imod at blive flyttet." Bl.a. formanden for Dansk Folkepartis Ungdom og forkvinden for Dansk Kvindesamfund kritiserede episoden, mens Danmarks Radio dementerede, at de havde lavet om på noget for Outlandish' skyld, men i samme åndedrag nævnte man, at man selvfølgelig ikke kunne svare for alle de 200 mennesker, der har været involveret i opsætningen af showet. Herborg Kråkevik, den implicerede sangerinde, udtalte i den sammenhæng at: "Ja, det var noget med mine bare skuldre, men vi ordnede det. Jeg tror ikke, det er så godt, jeg siger noget om det. Jeg har jo mange fans i Danmark." Outlandish udsendte senere en pressemeddelelse, hvor de tog afstand fra B.T.'s anklager.
I 2007 optrådte Isam Bachiri og Waqas Quadri ved den årlige canadiske muslimske konference "Reviving the Islamic Spirit", der er et af de største muslimske arrangementer i Nordamerika. B.T. skrev ved den lejlighed, at gruppen optrådte for "ekstreme islamister", og at andre af de optrædende på konferencen anvendte paroler som "homoseksuelle skal straffes med døden" og "jøderne vil møde deres endeligt". Outlandish stillede sig uforstående overfor anklagerne. De betegnede konferencen som "en fredelig muslimsk konvention, hvis hovedmål er et skabe integration og fredelig sameksistens imellem muslimer og ikke-muslimer i Nordamerika generelt" og gjorde opmærksom på, at der blandt gæstetalerne på konferencen bl.a. var den højt respekterede amerikanske jødiske rabbiner Michael Lerner, der var inviteret som æresgæst. Mellemøstforskeren lektor Torben Ruberg Rasmussen fra Syddansk Universitet bakkede gruppens udtalelser op og kommenterede: "Der er ingen grund til at fordømme det arrangement, og der er ikke tale om en skabsradikalisme eller noget, der minder om det."